# Дорохов, Денис Игоревич
Дени́с И́горевич До́рохов (род. 4 мая 1987, Невинномысск, Ставропольский край) — российский телеведущий, юморист, актёр кино и телевидения. Участник юмористического шоу «Однажды в России» на телеканале ТНТ. Сценарист и участник команды КВН «Сборная Камызякского края». Вместе с Азаматом Мусагалиевым и Гариком Харламовым играет в ска-группе «Купание обезьяны в тёплой воде» (с 2023 года).

## Биография

### Ранние годы
Родился 4 мая 1987 года в Невинномысске (Ставропольский край). Воспитывался в семье военнослужащего. Уже в старших классах принимал участие в школьной КВН-команде «Сервант». Желал стать военнослужащим, но по состоянию здоровья, из-за врождённого дефекта «заячья губа», не прошёл медицинскую комиссию.
Окончив 8 классов школы, поступил на обучение в Астраханский государственный политехнический колледж. В дальнейшем успешно сдал экзамены и был зачислен в Международный юридический институт при Министерстве юстиции Российской Федерации. Защитив диплом юриста, трудоустроился в астраханское отделение «Газпрома», однако быстро сменил место работы и стал работать водителем такси. Свободный график позволил артисту много времени посвящать работе в КВН. Начал писать сценарии для астраханской команды клуба, иногда сам выходил на сцену.

### Карьера
В КВН оказался в 2002 году, стал автором шуток для команды «42-й в списке», которая существовала при Астраханском театре юного зрителя. В дальнейшем сам стал принимать участие в репризах и даже был удостоен звания «Короля астраханского КВН».
Талант Дорохова был замечен и он был приглашён в состав сборной Астрахани для участия в телесъёмках КВН в Москве. Позднее на основе сборной была создана новая команда «Сборная Камызякского края», где Дорохов стал заметной и узнаваемой фигурой.
Астраханские ребята смогли достичь больших результатов в КВН — финал в Первой лиге, полуфинал в Высшей лиге, чемпионство в 2015 году. Много гастролировали, проводя до 50 концертов в год в разных городах Российской Федерации.
По своей инициативе Дорохов оказался и на телевидении. Обратившись к продюсеру Comedy Club Вячеславу Дусмухаметову, получил приглашение на пробы в новое сатирическое шоу на канале «ТНТ» «Однажды в России».
В 2016 году Дорохов дебютировал в кино, снявшись в комедийном сериале «Бородач». В дальнейшем получил роли в фильмах «Zомбоящик», «Закладка» и другие. В 2018 году артист получил приглашение на съёмки в индийском фильме «Когда Гарри встретил Седжал». Его партнёрами по этому фильму стали Шах Рукх Кхан, Анушка Шарма и Бьорн Фрайберг. В 2024 году был снят, а 19 декабря вышел в кинотеатрах страны широко разрекламированный фильм «Братья», где в главных ролях Дорохов снялся вместе с Филиппом Киркоровым.
Участвовал в различных музыкальных программах и шоу. Много разъезжает по стране со своими сольными концертами и программами.
В 2022 году стал одним из основателей медиафутбольного клуба «ФК 10». Регулярно занимается бодибилдингом, тренируется под руководством мастера спорта России Владислава Кузнецова.
В мае 2023 года стал одним из ведущих шоу «Кстати», которое выходит в социальный сети «ВКонтакте» совместно с Азаматом Мусагалиевым и Гариком Харламовым. С Сергеем Буруновым участвует в шоу «ОКнутые люди».

### Личная жизнь
Женат со 2 октября 2010 года. Супруга — Эльвира, вместе учились в политехническом колледже.
Воспитывает двоих сыновей — Артёма (род. 2012) и Богдана (род. 2019).

## Критика
Директор телеканала ТНТ Тина Канделаки на премьерном закрытом показе кинофильма «Братья» отметила:
«Буду откровенной. Таких звёзд, как Филипп Киркоров и Денис Дорохов, у нас в стране мало. Объединить их в одном фильме, заставить сидеть в болоте, подняться вместе на воздушном шаре, скинуть их оттуда и заставить сидеть в сочинской грязи в ванне — невозможно».

## Общественная деятельность
В 2019 году Денис Дорохов внесён в базу Миротворца как «пособник российско-фашистских захватчиков» и «соучастник преступлений российской власти».
8 сентября 2023 года, на фоне российского вторжения на Украину, вместе с Азаматом Мусагалиевым, выступил в оккупированной Россией части Донецкой области Украины, посетив мемориал «Саур-Могила», где принял участие в концерте в честь 80-й годовщины со дня освобождения Донбасса. Позднее был полностью отменён тур команды КВН «Камызяки» в Казахстане «ввиду резонансной негативной обратной связи общественности на нашумевшие публичные действия артистов». Ранее в Казахстане запустили петицию с требованием отменить концерты «Камызяков» в стране.
В июле 2025 года Денис Дорохов принял участие в продвижении национального российского мессенджера Max.

## Фильмография
- 2016 — Бородач. Понять и простить — Бармалей
- 2017 — Zомбоящик — армрестлер
- 2021 — Закладка
- 2022 — Галустян+
- 2022 — СамоИрония судьбы — стюардесса
- 2023 — Иван Васильевич меняет всё — Ленин, двойник
- 2023 — Юг — папа-2
- 2024 — Братья — Славик
- 2025 — СашаТаня — камео (343 серия)